# DoJa
DoJa (DoCoMo Java) is een specificatie voor een Java-omgeving die gebruikt wordt bij i-mode-handsets, oorspronkelijk uit Japan.
De grootte van DoJa-applicaties is afhankelijk van de handsets waarop het gebruikt wordt en vaak beperkt tot 10 of 30 kB. DoJa maakt het mogelijk dat i-mode meer dynamische en interactieve inhoud kan weergeven in plaats van alleen het normale HTML. De meest voorkomende DoJa-applicaties zijn spelletjes. Java voor i-mode bestaat uit de J2ME CLDC1.0 met DoJa 1.0, DoJa 1.5 (gebruikt in Europa), DoJa 2.0, DoJa 2.5, DoJa 3.0 of DoJa 4.0.
NTT DoCoMo heeft de open J2ME-standaard geaccepteerd, die geïntroduceerd is bij Sun Microsystems.